# Сорвиголова (саундтрек)
| Оценки критиков | Оценки критиков |
| Источник        | Оценка          |
| --------------- | --------------- |
| Allmusic        | [ 2 ]           |

«Сорвиголова: Альбом» — саундтрек к фильму «Сорвиголова» (2003) с Беном Аффлеком в главной роли, выпущенный 4 февраля 2003 года под лейблом Wind-up Records. Многие песни из альбома звучали в фильме.
Три песни из альбома выходили в формате сингла: «Won’t Back Down» группы Fuel, «For You» группы The Calling и «Bring Me to Life» группы Evanescence. По каждому из синглов были сняты видеоклипы, как и в случае с тремя другими треками из альбома: «Fade Out/In» группы Paloalto, «Caught in the Rain» группы Revis и «My Immortal» группы Evanescence. «Bring Me to Life» выиграла премию «Грэмми» за лучшее исполнение в стиле хард-рок на 46-й церемонии вручения премии «Грэмми» и получила признание, как «саундтрек-сингл года» на церемонии Billboard Music Awards.
В альбом не вошли три песни: «Lapdance» группы N.E.R.D, «Faraway» Дары Шиндлер и «Top o’ the Morning to Ya» House of Pain. Альбом стал одним из первых совместных проектов Marvel Comics и Wind-up Records, которые также отвечали за выпуск «Карателя», «Фантастической четвёрки» и сиквела /спин-оффа «Сорвиголовы» «Электры».

## Трек-лист
| №                   | Название                                                               | Автор(ы)                                                                        | Продюсер(ы)                        | Длительность |
| ------------------- | ---------------------------------------------------------------------- | ------------------------------------------------------------------------------- | ---------------------------------- | ------------ |
| 1.                  | «Won’t Back Down» (Fuel)                                               | Карл Белл                                                                       | Майкл Бейнхорн Карл Белл           | 3:22         |
| 2.                  | «For You» (The Calling)                                                | Аарон Камин Алекс Бэнд                                                          | Марк Тэннер Аарон Камин Алекс Бэнд | 3:42         |
| 3.                  | «Bleed For Me» (Saliva)                                                | Джоуси Скотт Крис Д’Абалдо Уэйн Суинни Дэйв Новотны Пол Кросби Боб Марлетт      | Боб Марлетт                        | 3:59         |
| 4.                  | «Hang On» (Seether)                                                    | Шон Вельгемуд Дэйл Стюарт                                                       | Джей Баумгартнер                   | 3:10         |
| 5.                  | «Learn the Hard Way» (Nickelback)                                      | Чед Крюгер Майк Крюгер Райан Пик Райан Викдэйл                                  | Рик Парашар Nickelback             | 2:54         |
| 6.                  | «The Man Without Fear» (Drowning Pool при участии Роба Зомби)          | Си Джей Пирс Стиви Бентон Майк Люче Роб Зомби                                   | Скотт Хамфри                       | 3:20         |
| 7.                  | «Right Now» (Nappy Roots при участии Маркоса Кьюрела из P.O.D.)        | Маркос Кьюрел Уильям Хьюз Вито Тисдэйл Рональд Уилсон Мелвин Адамс Брайан Скотт | Маркос Кьюрел                      | 4:33         |
| 8.                  | «Evening Rain» (Моби)                                                  | Моби Джеймс Тэлли                                                               | Моби                               | 3:53         |
| 9.                  | «Bring Me to Life» (Evanescence)                                       | Эми Ли Бен Муди Дэвид Ходжес                                                    | Дейв Фортман                       | 3:56         |
| 10.                 | «Until You’re Reformed» (Chevelle)                                     | Пит Лофлер Сэм Лофлер Джо Лофлер                                                | Chevelle                           | 4:00         |
| 11.                 | «Right Before Your Eyes» (Hoobastank)                                  | Дуглас Робб Крис Хессе Дэниэл Эстрин Маркку Лаппалайнен                         | Рич Кости                          | 3:31         |
| 12.                 | «Fade Out/In» (Paloalto)                                               | Джеймс Грандлер                                                                 | Рик Рубин                          | 3:37         |
| 13.                 | «Caught in the Rain» (Revis)                                           | Роберт Дэвис Натаниэль Кокс Джастин Холман Боб Тимэнн                           | Дон Гилмор                         | 3:31         |
| 14.                 | «High Wire Escape Artist» (Boysetsfire)                                | Нэйтан Грей Чэд Истван Джош Лотшоу Мэтт Крупански Роб Эйвери                    | Дэйв Фортман                       | 3:47         |
| 15.                 | «Raise Your Rifles» (Autopilot Off)                                    | Крис Джонсон Крис Хьюс Фил Робинсон Роб Кучарек                                 | Крейг Нори                         | 2:37         |
| 16.                 | «Daredevil Theme [Blind Justice Remix]» (Грэм Ревелл и Майк Эйнзайгер) | Грэм Ревелл                                                                     | Грэм Ревелл                        | 3:32         |
| 17.                 | «My Immortal» (Evanescence)                                            | Ли Муди Ходжес                                                                  | Бен Муди                           | 4:23         |
| 18.                 | «Sad Exchange» (Finger Eleven)                                         | Скотт Андерсон Джеймс Блэк Рич Беддо Шон Андерсон Рик Джекет                    | Джонни Кей                         | 3:32         |
| 19.                 | «Simple Lies» (Endo)                                                   | Гил Биттон Зелик Гимельштейн Эли Паркер Джо Эшкенази                            | Дэвид Шиффман                      | 4:07         |
| 20.                 | «Let Go» (12 Stones)                                                   | Пол Маккой Кевин Дорр Эрик Уивер Пэт Дрожит                                     | Джей Баумгартнер Дэйв Фортман      | 4:29         |
| Общая длительность: | Общая длительность:                                                    | Общая длительность:                                                             | Общая длительность:                | 74:07        |

| №  | Название          | Исполнитель   | Длительность |
| -- | ----------------- | ------------- | ------------ |
| 1. | «Won't Back Down» | Fuel          | 3:22         |
| 2. | «For You»         | The Calling   | 3:42         |
| 3. | «Hang On»         | Seether       | 3:10         |
| 4. | «Sad Exchange»    | Finger Eleven | 3:32         |
| 5. | «Let Go»          | 12 Stones     | 4:29         |

## Чарты
| Чарт (2003)                       | Высшая позиция |
| --------------------------------- | -------------- |
| Австралия (ARIA)                  | 38             |
| Австрия (Ö3 Austria)              | 55             |
| Франция (SNEP)                    | 65             |
| Германия (Offizielle Top 100)     | 36             |
| Новая Зеландия (RMNZ)             | 26             |
| Швейцария (Schweizer Hitparade)   | 97             |
| США (Billboard 200)               | 9              |
| США (Billboard Soundtrack Albums) | 2              |

| Чарт (2003)                      | Позиция |
| -------------------------------- | ------- |
| US Billboard 200                 | 126     |
| US Soundtrack Albums (Billboard) | 7       |

## Сертификации
| Регион                                                      | Сертификация | Продажи  |
| ----------------------------------------------------------- | ------------ | -------- |
| США (RIAA)                                                  | Золотой      | 500 000^ |
| ^ Данные о тиражах приведены только на основе сертификации. |              |          |